# (2519) Annagerman
(2519) Annagerman (1975 VD2) – planetoida z pasa głównego asteroid okrążająca Słońce w ciągu 5,57 lat w średniej odległości 3,14 au. Została odkryta 2 listopada 1975 roku przez Tamarę Smirnową. Nazwa planetoidy została nadana na cześć Anny German, polskiej piosenkarki i kompozytorki.